# Micromelalopha undulata
Micromelalopha undulata är en fjärilsart som beskrevs av George Francis Hampson 1891. Micromelalopha undulata ingår i släktet Micromelalopha och familjen tandspinnare. Inga underarter finns listade i Catalogue of Life.